# Liste der Bischöfe von San José
Die Diözese San José in Costa Rica wurde unter Pius IX. am 25. Februar 1850 aus der Diözese León (Nicaragua) ausgegründet.
Unter Benedikt XV. wurde am 16. Februar 1921 mit der Aufstufung der Diözese zur Erzdiözese San José die Diözese Alajuela und das Apostolische Vikariat Limón ausgegründet.
| Name                             | Geburtsdatum      | Berufung         | Ordination         | Emeritierung  | Sterbedatum        |
| -------------------------------- | ----------------- | ---------------- | ------------------ | ------------- | ------------------ |
| Anselmo Llorente y La Fuente     | 21. April 1800    | 10. April 1851   | 7. November 1851   |               | 23. September 1871 |
| Luis Bruschetti                  |                   | 1871             |                    | 1880          | 1881               |
| Bernhard August Thiel            | 1. April 1850     | 27. Februar 1880 | 5. September 1880  |               | 9. September 1901  |
| Juan Gaspar Stork, C.M           | 7. Juni 1856      | 1. Juni 1904     | 24. August 1904    |               | 12. Dezember 1920  |
| Rafael Otón Castro Jiménez       | 16. Januar 1877   | 10. März 1921    | 2. August 1921     |               | 14. Dezember 1939  |
| Víctor Sanabria Martínez         | 17. Januar 1899   | 7. März 1940     | 25. April 1940     |               | 8. Juni 1952       |
| Rubén Odio Herrera               | 22. Oktober 1901  | 1952             | 12. Dezember 1952  |               | 28. August 1959    |
| Carlos Humberto Rodríguez Quirós | 21. April 1910    | 5. Mai 1960      | 26. Mai 1960       | 24. März 1979 | 23. Juli 1986      |
| Román Arrieta Villalobos         | 13. November 1924 | 2. Juli 1979     | 21. September 1961 | 13. Juli 2002 | 8. März 2005       |
| Hugo Barrantes Ureña             | 21. Mai 1936      | 13. Juli 2002    | 16. Juli 1998      | 4. Juli 2013  | 28. September 2024 |